# Aviation Fuel Services
Die AFS Aviation Fuel Services GmbH ist ein Dienstleister im Bereich Flugzeugbetankung, Tanklagermanagement sowie Konzeption und Bau von Flughafentanklagern (Fuel Farms) und Flugfeldtankwagen in Deutschland und Österreich. AFS vertankt die Luftfahrtbetriebsstoffe JET A-1 und AvGas 100 LL.

## Geschichte

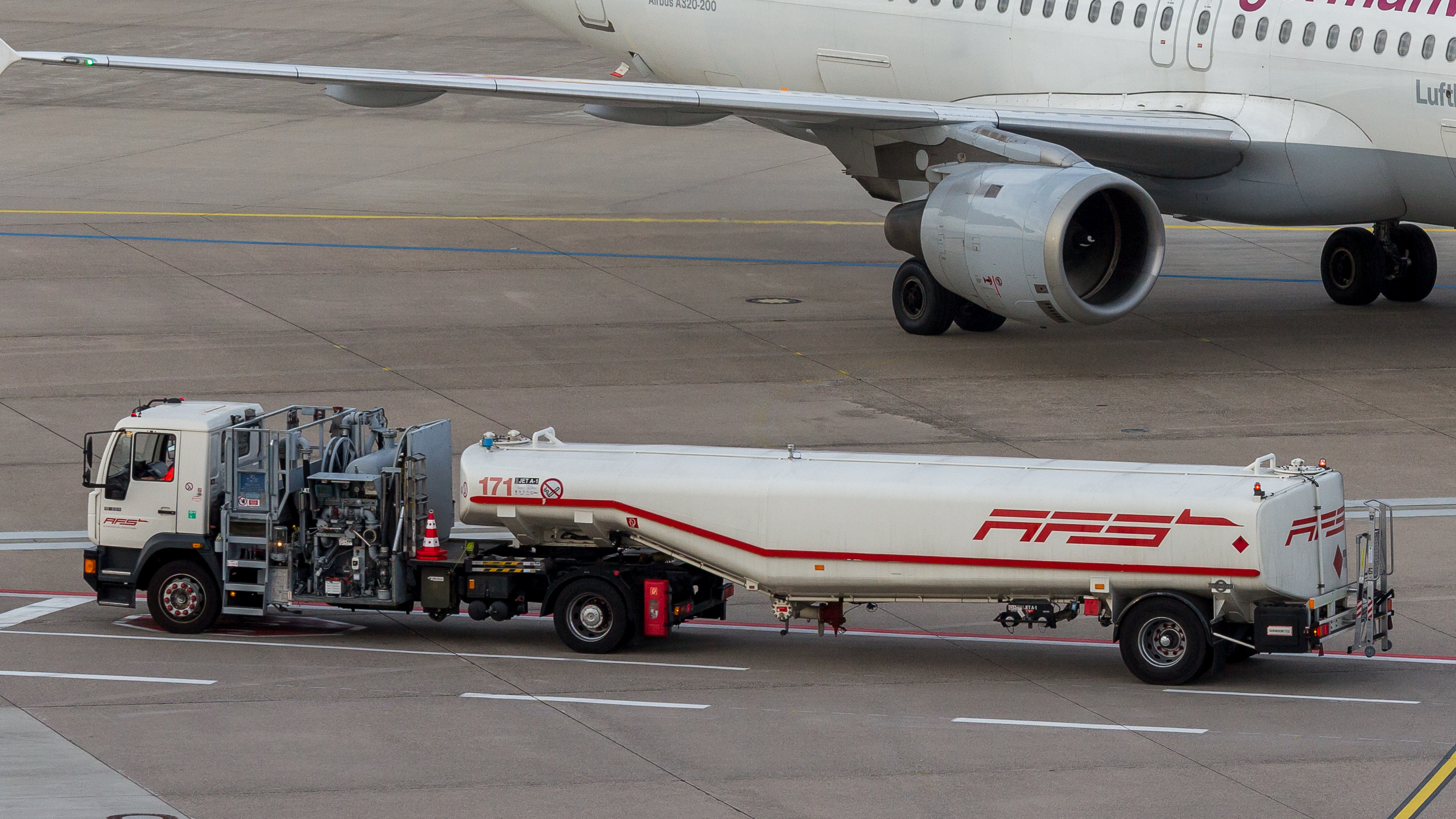
Tankwagen der Aviation Fuel Services auf dem Flughafen Köln/Bonn

Die AFS GmbH wurde 1986 als eine Tochter der Lufthansa Commercial Holding GmbH und der VEBA Oel AG in Hamburg gegründet. Beide Unternehmen besaßen jeweils einen Anteil von 50 %. Wenig später erfolgte die Gründung des ersten Tankbetriebes am Flughafen München-Riem. Damals hatte die AFS 14 Mitarbeiter und sechs Fahrzeuge. Ein Jahr später wurde der Tankdienst am Flughafen Hamburg eröffnet. Als ein Joint Venture mit Caltex wurde 1988 die Frankfurt Fuelling Services gegründet.
Nach der deutschen Wiedervereinigung übernahm AFS die ehemals zum VEB Kombinat Minol gehörenden Flughafen-Tankbetriebe in Leipzig, Dresden, Erfurt und Berlin-Schönefeld.
In den folgenden Jahren wurde der Betrieb an weiteren internationalen Flughäfen in Deutschland und Österreich aufgenommen. Außerdem betreibt das AFS geführte Joint Venture TFSS seit 2008 die posteigene Tankwagenflotte von EAT und DHL am Flughafen Leipzig/Halle.
Für den Bereich IT-Dienstleistungen wurde 2003 das Tochterunternehmen GlobeFuel Systems & Services GmbH in Hamburg gegründet. Dieses vertreibt die weltweit eingesetzte Software Fuel Handling System (FHS) und "PlanIT".

## Standorte
AFS verfügt über Servicestationen und Tanklager an folgenden Standorten:
- Turbo Fuel Services Sachsen (TFSS) GbR
  - Betriebsstätte Leipzig
  - Betriebsstätte Dresden
- Düsseldorf Fuelling Services (DFS) GbR
- FFS Frankfurt Fuelling Services (GmbH & Co.) OHG
- Hamburg:
  - Hamburg Fuelling Services (HFS) GbR
  - Hamburg Tank Services (HTS) GbR
  - TGH Tankdienst-Gesellschaft Hamburg GbR
- Hannover:
  - Langenhagen Fuelling Services (LFS) GbR
  - Tanklagergesellschaft Hannover-Langenhagen (TGHL) GbR
- TGN Tankdienst-Gesellschaft Nürnberg GbR
- FSH Flughafen Schwechat-Hydranten-Gesellschaft Ges.OG, Wien
- Salzburg Fuelling GmbH
- AFS Aviation Fuel Services A GmbH Flughafen Linz
- AFS-Betriebsstätten:
  - Düsseldorf
  - Köln
  - München
  - Nürnberg
  - Berlin-Schönefeld